# 阿纳丹战斗
阿纳丹战斗是2012年7月29日至30日一场持续10个小时的武装冲突。冲突双方是叙利亚自由军（FSA）和叙利亚政府军。冲突起因是FSA试图攻占阿纳丹地区的一座大型军事检查站。在战役中FSA成功夺取了该检查站。

## 战役经过
7月29日傍晚，阿纳丹地区的FSA指挥官Rifaat Khali中尉动员150名武装分子准备夺取当地的一处检查站。这处检查站以南5公里是阿勒颇，北面是土耳其边境，而土耳其边境地区被反对派视为是重要的补给来源。
在当天夜里FSA包围了这处检查站并对驻守的政府军发动进攻。150名反对派武装中有50人参与了第一波进攻，在进攻中使用了RPG、机枪和自动步枪。被围困的政府军召唤驻扎在阿勒颇的炮兵部队进行炮火支援。政府军的炮兵对检查站周边地区以及附近驻有FSA成员的村庄发动炮击，但未能迫使FSA停止进攻。在进攻开始3个小时之后，一架政府军的直升机抵达战区并在战区上空盘旋，但对战局没有什么影响。被围困的政府军在持续10个小时的战斗中始终没有得到增援，使得人们猜测在阿勒颇地区其他地方政府军也受到了巨大的军事压力。
在战斗中FSA使用了一辆BMP-2步兵战车支援参战的武装分子，这辆装甲车向检查站发射了至少70发炮弹。在战斗持续10个小时后，一些政府军成功突围并逃离了战区。至少6名政府军在战斗中丧生，25人被俘。FSA有4人丧生，还有数目不详的人受伤。

## 后续
在攻占检查站之后，FSA缴获了政府军留下的弹药。在战斗中FSA还缴获了8辆坦克，其中有7辆还可以使用，这些可以使用的坦克被反对派武装投入到阿勒颇之战当中。这些被缴获的坦克至少有一部分被反对派部署到北边的阿扎兹，在那里反对派用这些坦克来支援那些参加进攻梅纳戈空军基地的武装分子。